# Ipomoea sulphurea
Ipomoea sulphurea là một loài thực vật có hoa trong họ Bìm bìm. Loài này được (La Llave & Lex.) G. Don mô tả khoa học đầu tiên năm 1838.